# Ејџенси (Ајова)
Ејџенси (енгл. Agency) град је у америчкој савезној држави Ајова. По попису становништва из 2010. у њему је живело 638 становника.

## Демографија
Према попису становништва из 2010. у граду је живело 638 становника, што је 16 (2,6%) становника више него 2000. године.
| Група             | 2000.       | 2010.       |
| Белци             | 613 (98,6%) | 615 (96,4%) |
| Афроамериканци    | 1 (0,2%)    | 0 (0,0%)    |
| Азијати           | 3 (0,5%)    | 0 (0,0%)    |
| Хиспаноамериканци | 5 (0,8%)    | 15 (2,4%)   |
| Укупно            | 622         | 638         |